# Вознесенско-Георгиевская церковь (Тюмень)
Вознесенско-Георгиевская церковь — православный храм в Центральном административном округе Тюмени, на берегу реки Туры.

## История
Церковь была возведена на левом берегу Туры на средства прихожан в 1789 году. Здание церкви было каменным двухэтажным с колокольней и двумя престолами: на первом этаже — в честь святого великомученика Георгия, на втором этаже — в честь Вознесения Господня.
В 1870 году к церкви с правой стороны был пристроен придел в честь Преображения Господня на средства, завещанные тюменским купцом И. В. Оконишниковым, а с левой стороны — придел в честь Рождества Пресвятой Богородицы — на средства купца 1-й гильдии Е. А. Котовщикова. К церкви также были приписаны деревянная часовня «Во имя святых апостолов Петра и Павла» в деревне Яр, а также церкви в честь иконы Пресвятой Богородицы «Всех скорбящих Радость» в деревне Мыс и Трехсвятительская, находившаяся на Заречном кладбище Тюмени.
После Октябрьской Революции в 1929 году церковь была закрыта, а её здание начало использоваться как клуб кожевенников и химиков. В 1934—1935 годах в храме располагалось общежитие учащихся школы шофёров и комбайнёров Тюменского сельскохозяйственного техникума, а впоследствии здание было передано Тюменскому овчинно-шубному заводу.
5 июля 1976 году Тюменский облисполком постановил считать здание Вознесенской церкви памятником истории и культуры местного значения.
Через двадцать лет, в 1996 году, здание церкви было передано передано Тобольско-Тюменской епархии, а в 2001 году в церкви начинают проводить богослужения. В 2003—2005 годах на частные пожертвования была восстановлена колокольня храма, был возведён купол и подняты колокола. 21 октября 2006 года были обретены честные мощи просветителя Сибири митрополита Тобольского Филофея (Лещинского).
В 2006 году церковь вошла в программу реставрации памятников архитектуры, начались работы по её восстановлению.

## Церковь сегодня
В церкви проводятся богослужения. Здание церкви было отреставрировано.
Настоятель храма — протоиерей Игорь Хмелёв. Штатные клирики храма — протоиерей Валерий Гордеев, иерей Максим Иванов, иерей Андрей Ефремов, диакон Алексей Кассь.